# Mine de Mantos Blancos
 (mars 2025).
La mine de Mantos Blancos est une mine à ciel ouvert et souterraine de cuivre située dans la région d'Antofagasta au Chili. Elle appartient en totalité à Anglo American depuis 2000. Sa production a démarré en 1959.